# Губжев, Бетал Ратмирович
Губжев  Бетал Ратмирович (кабард.-черк. Гьубж Бетал Ратмирович; род. 13 июля 1992, Нальчик, РФ) — российский тренер, спортсмен, общественный деятель. Мастер спорта по пауэрлифтингу (AWPC), тренер высшей категории РФ по мас-рестлингу, пауэрлифтингу, сумо, тренер сборной России по мас-рестлингу среди юношей (2016—2018) среди юниоров (с 2019). Трёхкратный призер чемпионатов Европы по пауэрлифтингу GPA, AWPC, IPA (2010, 11, 12).
Президент Федерации пауэрлифтинга Кабардино-Балкарской Республики (2011—2019). 
Президент Федерации мас-рестлинга Кабардино-Балкарской Республики (с 2015).
Президент Федерации сумо Кабардино-Балкарской Республики (с 2019).

## Биография
Губжев Бетал Ратмирович родился 13 июля 1992 года в городе Нальчик. В 2009 году окончил МКУ Школа № 30 в Нальчике, с 2005 года занимался два года национальными танцами. Занимался четыре года рукопашным боем, два года футболом, затем перешёл на пауэрлифтинг. После окончания школы поступил НФ КУ МВД РФ на юридический факультет, который окончил в 2014 году. В этом же году поступил в Кабардино-Балкарский государственный университет, факультет физической культуры и спорта, магистратура, год окончания — 2016.
Тренерская работа началась после первой же победы на Мастерском турнире по пауэрлифтингу, первый ученик младший брат Адам Губжев, который впоследствии стал чемпионом мира среди юношей по пауэрлифтингу в 15 лет и мастером спорта в Кабардино-Балкарии.
С 2010 по 2020 год подготовил по силовым видам спорта: 1 спортсмена класса «Элита», ЗМС — 1 чел, МСМК — 6 чел, МС — 38 чел, КМС — 42 чел.
С 2015 по 2020 год Бетала Губжев подготовил 8 МС по мас-рестлингу.
В 2020 году под руководством Губжева была сформирована первая сборная КБР по сумо, которая выступила на Чемпионате России.
Бетал Губжев является первым президентом Федерации пауэрлифтинга, мас-рестлинга, сумо в Кабардино-Балкарской Республике.
30 сентября 2020 года Беталу Ратмировичу Губжеву приказом министра спорта Российской Федерации Матыцина О.В. № 99 было присвоено квалификационное звание "Спортивный судья всероссийской категории" по мас-рестлингу.
4 февраля 2021 года Губжеву была присвоена Высшая квалификационная категория тренера по мас-рестлингу.

## Спортивные достижения
- Золото Мастерский турнир по пауэрлифтингу и жиму лежа AWPC «Носорог-ПРО-3» 2009 год, сумма в троеборье 385 кг[1]
- Серебро Чемпионат Восточной Европы по пауэрлифтингу AWPC 2010 год, сумма в троеборье 430 кг[1]
- Золото Eurolifting GPA 2010 год, сумма в троеборье 447.5 кг[1]
- Золото Национальный чемпионат AWPC-России 2010 год, сумма в троеборье 487.5 кг[1]
- Серебро 2-й чемпионат Европы IPA 2011 год, сумма в троеборье 522.5 кг[1]
- Золото Международный фестиваль «Fitness Land Open Cup 3», сумма в троеборье 527.5 кг[1]
- Бронза Чемпионат Европы AWPC-WPC по пауэрлифтингу 2012 года, сумма в троеборье 567.5 кг[1]
- Бронза Всероссийский турнир «Кубок Кавказа-2018» по мас-рестлингу
- Бронза Всероссийский турнир «Сумотори Кубани» по сумо 2019 года
- Серебро Всероссийский турнир «Кубок Кавказа-2020» по мас-рестлингу